# Back & Forth
Back & Forth (с англ. — «Назад и вперёд») — дебютный мини-альбом канадской электронной группы Skinny Puppy, самостоятельно изданный в 1984 году.

## Обзор
Первоначально планировалось распространить альбом тиражом в 50 копий, но в конечном счёте было выпущено 35 копий, из которых лишь первые пятнадцать были продублированы на нормальной скорости, тогда как остальные 20 были продублированы на более высокой скорости, что сказалось на качестве звучания.
Ремастерированная и расширенная версия альбома была издана в 1992 году в составе сборника Back and Forth Series 2, включившего в себя также редкие студийные и концертные записи группы.
В оформлении альбома были использованы иллюстрации из книги «НЛО в прошлом, настоящем и будущем» (англ. UFOs Past, Present, and Future) за авторством Роберта Эменеггера (англ. Robert Emenegger); также использован фрагмент картины Джорджа Тукера «Метро».

## Список композиций
| №                   | Название            | Длительность |
| ------------------- | ------------------- | ------------ |
| 1.                  | «Sleeping Beast»    | 5:46         |
| 2.                  | «K-9»               | 3:37         |
| 3.                  | «Quiet Solitude»    | 4:45         |
| Общая длительность: | Общая длительность: | 14:08        |

| №                   | Название            | Длительность |
| ------------------- | ------------------- | ------------ |
| 1.                  | «The Pit»           | 3:22         |
| 2.                  | «Dead of Winter»    | 7:15         |
| 3.                  | «A.M./Meat Flavour» | 1:50         |
| 4.                  | «Edge of Insanity»  | 1:30         |
| Общая длительность: | Общая длительность: | 13:57        |

## Участники записи
- Кевин Ки — клавишные, программирование, вокал, сведе́ние, продюсер;
- Нивек Огр — вокал, тексты;
- Дэйв Огилви — звукоинженер (в песне «Sleeping Beast»; кредитован как Rave).